# تشارلز أواغبي
تشارلز أواغبي (بالإنجليزية: Charles Uwagbai)‏، هُو مُخرج أفلام نيجيري.